# 博尔穆霍斯
博尔穆霍斯，是西班牙安达卢西亚自治区塞维利亚省的一个市镇。 总面积12平方公里，总人口11958人（2001年），人口密度997人/平方公里。